# Crawford, Texas
Crawford är ett samhälle grundad 1897 i västra Texas. År 2000 hade orten en befolkning på 705 personer. Den har enligt United States Census Bureau en area på 2,4 km² och allt är land. Den är mest känd för att vara hemort för George W. Bush, USA:s tidigare president.